# S/2014 (130) 2
S/2014 (130) 2 é um satélite natural do asteroide 130 Electra que está localizado no cinturão principal de asteroides.

## Descoberta
S/2014 (130) 2 foi descoberto no ano de 2014. Sua descoberta foi anunciada em 17 de dezembro de 2014.

## Nome
Este satélite recebeu a designação provisória de S/2014 (130) 2.